# Donald Runnicles
Donald Cameron Runnicles (né le 16 novembre 1954 à Édimbourg) est un chef d'orchestre écossais.

## Biographie
Donald Runnicles est le fil d'un musicien, chef de chœur et organiste. Il effectue ses études à l'Université d'Édimbourg et à Cambridge au St John's College. En 1977, il entre étudier un an au London Opera Centre.
Il est répétiteur à l'Opéra de Mannheim dès 1978. C'est là, deux ans plus tard, qu'il fait ses débuts de direction d'orchestre, dans Les Contes d'Hoffmann. Il est nommé premier chef d'orchestre en 1984. En 1982, il collabore avec James Levine à Bayreuth, en tant qu'assistant.
En 1987, il occupe le poste de premier chef d'opéra à Hanovre et fait ses débuts au MET dans Lulu l’année suivante. Après un passage à Fribourg-en-Brisgau en 1989, il fait ses débuts à Vienne en 1991 et il est nommé directeur de la musique à l'Opéra de San Francisco en 1992 jusqu'en 2009. Parallèlement à sa carrière à l'opéra, il est régulièrement l'invité d'orchestres symphoniques.
En 2007, il est nommé au Deutsche Oper Berlin.

## Discographie

### Opéras et arias
- Bellini, I Capuleti e i Montecchi - Jennifer Larmore, Hong.
- Britten, Peter Grimes - Metropolitan Opera (DVD, 2008)
- Britten, Billy Budd - Bo Skovhus, festival de Vienne (2001).
- Gluck, Orphée et Eurydice (Berlioz version) - Jennifer Larmore, Dawn Upshaw, San Francisco Opera (SFO)
- Humperdinck, Hänsel und Gretel - Larmore, Ziesak.
- Korngold, Die tote Stadt - festival de Salzbourg (2004).
- Puccini, Turandot - Éva Marton, Michael Sylvester ; Opéra de San Francisco (DVD Naxos)
- Strauss, Capriccio - Kiri Te Kanawa, Tatiana Troyanos ; Opéra de San Francisco (DVD)
- Strauss, Quatre derniers lieder ; Wagner,  Liebestod - Christine Brewer.
- Wagner, Tristan und Isolde - Brewer, Treleaven, Rose.
- Wagner, Wesendonck-Lieder ; Strauss, Quatre derniers lieder ; Berg, Sept Lieder de jeunesse - Jane Eaglen ; Orchestre symphonique de Londres
- Wagner, Arias, Wesendonck-Lieder - Jonas Kaufmann
- Wagner, L'Anneau du Nibelung ; Scènes pour orchestre - Staatskapelle de Dresde
- Wallace, Harvey Milk - San Francisco Opera

### Symphonique
- Beethoven, Symphonie no 9, Orchestre symphonique d'Atlanta
- Britten, Sinfonia da Requiem - Elgar, Davies, Turnage
- MacMillan, Concerto pour violon ; Symphonie no 4 - BBC Scottish Symphony Orchestra (2016).
- Mozart, Requiem - Levin Edition.
- Mozart, Symphonie no 39, Symphonie no 41 « Jupiter » - Orchestre de l'église Saint-Luc (2011).
- Orff, Carmina Burana - Hong, Atlanta.
- Strauss, Une vie de héros - Orchestre symphonique de la NDR de Hambourg.